# Vila Operária (Nova Iguaçu)
Vila Operária é um bairro do município brasileiro de Nova Iguaçu do estado do Rio de Janeiro. O bairro possui 10966 habitantes e faz divisa com os bairros de Nova América, Viga, Rancho Novo, Engenho Pequeno e com o município de Belford Roxo.

O bairro fica localizado na divisa com o município de Belford Roxo, perto da Rodovia Presidente Dutra.

## Delimitação
013 – BAIRRO VILA OPERÁRIA - Começa no encontro do Rio Botas com o Ramal Auxiliar da RFFSA, Divisa Municipal com o Município de Belford Roxo – Lei n.º 2003, de 07 de maio de 1992. O limite segue por esta divisa municipal (no sentido Sudeste) até a Rua Dona Vitalina, segue por esta (excluída) até a Rua Nair Dias, segue por esta (incluída) até a Rua Dona Joaquina Sampaio, segue por esta (excluída) até a Estr. de Iguaçu, segue por esta (excluída) até a Rua Dona Joaquina, segue por esta (incluída) até a Rua Dr. Sá Rego, segue por esta (excluída) até a Rua Nair Dias, segue por esta (incluída) até a Estr. de Iguaçu, segue por esta (excluída) até o Rio Botas, segue pelo leito deste, à jusante, até o ponto inicial desta descrição.